# Sveriges nationella minoritetsspråk

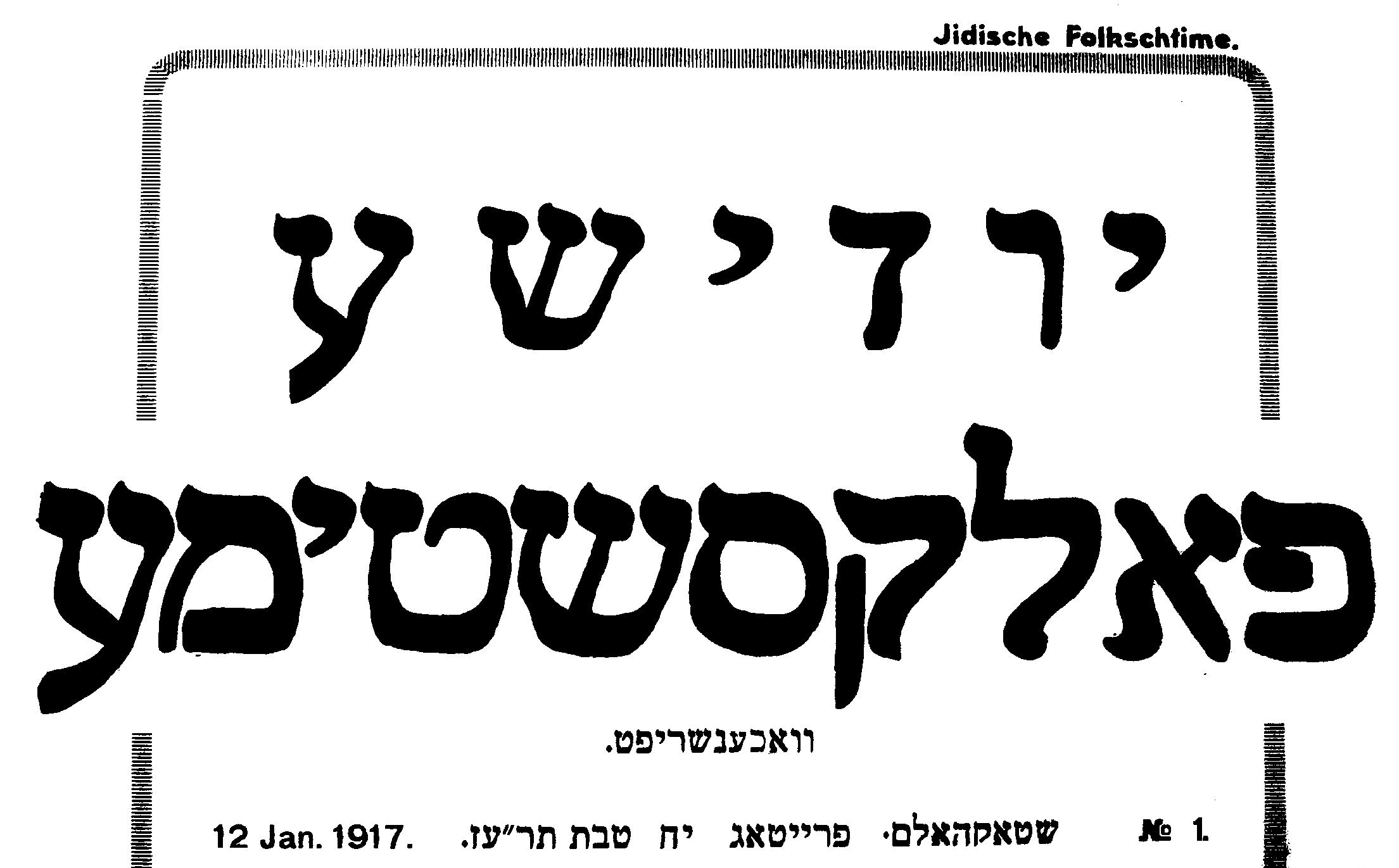
Omslaget på första numret av den svenska jiddischspråkiga publikationen Jidische Folkschtime från den 12 januari 1917.

Sveriges nationella minoritetsspråk utgörs av fem språk som är fastställda i lag. De är finska, meänkieli (samtliga varieteter), samiska (samtliga varieteter), romani chib (samtliga varieteter) och jiddisch, vilka har större rättigheter än andra minoritetsspråk i Sverige. Det svenska teckenspråket har en juridisk ställning som liknar de officiella minoritetsspråken, och kan därför i många fall ses som ett sjätte minoritetsspråk. I Sverige talar och använder majoriteten av befolkningen det svenska språket.
Språkens speciella status fastställs i språklagen (2009:600), som är en konsekvens av att Sverige anslöt sig till Europeisk stadga om landsdels- eller minoritetsspråk, samt genom lagen (2009:724) om nationella minoriteter och minoritetsspråk, som är en konsekvens av att Sverige ratificerade Ramkonvention om skydd för nationella minoriteter.

## Anledningar till status
Sverige hade länge ingen de jure språkpolicy som erkände språk som officiella. År 2000 ratificerade regeringen Europeisk stadga om landsdels- eller minoritetsspråk vilket innebar att samiska, finska och meänkieli blev regionala minoritetsspråk och att romani chib och jiddish blev territoriellt obundna minoritetsspråk. Arbetet inleddes parlamentariskt år 1998 i och med proposition 1998/99:143 där man i ett slag ville dels fastslå vilka som är Sveriges officiella minoriteter samtidigt som man fastslog att deras språk skulle skyddas. Men redan 1994 hade regeringen börjat tala om finska som ett inhemskt minoritetsspråk. Distinktionen är viktig eftersom det har reella konsekvenser, bland annat vad gäller vem som bjuds in som referensgrupp vid lagberedningar och synlighet i läromaterial och läroplanerna för Sveriges skolor. Exempelvis arbetade finlandssvenskar boende i Sverige utan framgång för att bli erkänd som minoritetsgrupp även om de inte skulle ha samma behov av språkligt skydd som de andra minoriteterna. Den etnologiska minoritetspolitiken och minoritetsspråkpolitiken är tills vidare fortsättningsvis rätt sammanflätad.
För att erkännas som minoritetsspråk måste språket ha talats i Sverige en längre tid och fortfarande vara levande, samtidigt som det ska klassas som ett språk av svenska staten. Därför är det inte möjligt att klassa exempelvis arabiska, somaliska eller grekiska som minoritetsspråk eftersom de språken kommit till Sverige på senare delen av 1900-talet.

## Minoritetsspråkens ställning

Officiella minoritetsspråk i Sveriges kommuner.
Finska
Finska och meänkieli
Samiska
Finska och samiska
Finska, meänkieli och samiska

I april 2000 trädde i Sverige lagar i kraft gällande rätten att inom olika samhällsorgan och offentliga verksamheter få använda och tala språken samiska, finska och meänkieli i vissa kommuner. Lagarna utvidgades sedan den 1 januari 2010.
Lagarna grundades enligt Europeiska minoritetsspråkskonventionen som Sveriges riksdag stadfäste år 1999. Orsaken till att konventionen stiftades var det ökande intresset att skydda och bevara nationella minoriteter. De tre minoritetsspråken finska, meänkieli och samiska har en starkare ställning och större rättigheter än vad språken romani och jiddisch har. Ett antal kommuner utpekades som särskilda förvaltningsområden, där enskilda bland annat har rätt att använda språken i sina kontakter med domstolar och andra myndigheter men också utökad rätt till exempelvis äldreomsorg på det egna språket. 
Enligt Europarådets Minoritetsspråkskonvention, valdes minoritetsspråken finska, meänkieli, samiska, romani och jiddisch till att bli officiellt erkända i Sverige på grund av att dessa språk "av hävd" har talats i landet. Denna gräns för hur länge ett minoritetsspråk måste ha talats i Sverige är på ett ungefär från 1700-talet och framåt. Det medför att språk såsom arabiska (med ca 400 000 talande i Sverige) och turkiska som förts till Sverige genom invandring under 1900-talet och senare inte erkänns som officiella minoritetsspråk. Svenskt teckenspråk klassas enligt svensk lag inte som ett officiellt språk i Sverige men det jämställs med andra minoritetsspråk. 
Under 2000-talet har språksituationen i Sverige kommit in i ett nytt stadium. Minoritetsspråk har erkänts officiella för att öka chansen för bevarande av språket och identiteten hos den tillhörande minoriteten. Svenskan klassas som huvudspråk men blev officiellt språk i Sverige först 2009, då med benämningen att svenska är huvudspråk i Sverige. 
Det praktiska ansvaret för att intentionerna i minoritetsspråkslagen följs upp ligger för finska, romani och jiddisch hos Språkrådets språkvårdsavdelning, och för meänkieli och samiska hos Dialekt-, ortnamns- och folkminnesarkivet i Umeå (DAUM).
Huvudansvaret för undervisning och forskning i syfte att upprätthålla kompetens i respektive språkämne fördelas på universiteten i Sverige enligt följande:
- Finska: Stockholms universitet och Uppsala universitet
- Samiska och meänkieli: Umeå universitet
- Romani chib: Linköpings universitet
- Jiddisch: Lunds universitet

En väsentlig skillnad mellan de nationella minoritetsspråken och andra språk som talas av en minoritet i Sverige är rätten till modersmålsundervisning i förskola, grundskola och på gymnasiet. I grundskolan kräver man normalt att eleven har språket som dagligt umgängesspråk i hemmet, det ska finnas minst fem elever som önskar undervisningen och att eleven har grundläggande kunskaper i språket. Dessa två kriterier krävs inte av elever som tillhör något av de nationella minoriteterna, vilken i praktiken innebär att om en elev vill ha undervisning på grundnivå i exempelvis finska ska hen även erbjudas det om eleven identifierar sig som sverigefinne. Samma gäller för elever som tillhör någon av de nationella minoriteterna och går i gymnasiet. Här slår dock lagen fast att eleven ska ha goda kunskaper i språket för att beviljas modersmålsundervisning.

## Samiska
Även om samiskan omfattar flera språk talar lagen ofta bara om samiska. För de samiska språken går ett dialektkontinuum från Kolahalvön till södra Norrland och när skillnaden är som störst är det ungefär lika stor skillnad som mellan svenska och tyska. I Sverige talas nordsamiska, lulesamiska, pitesamiska, umesamiska och sydsamiska. Den svenska staten blandar sig inte i de samiska språken direkt, utan samerna har getts kulturell och delvis språklig autonomi genom Sametinget som även har till uppgift att vårda och informera om den samiska kulturen, samt ta ställning i samiska frågor. Sametinget är inte en internordisk organisation då både Norge och Finland har sina egna respektive sameting.
Samiska talas främst i Norrlands inlandskommuner.[källa behövs] Samiska har dock historiskt sett talats längs hela Norrlands-kusten och det finns bevis på att det funnits fasta samiska bosättningar så långt ner som i Sandvikens kommun. Likt Norge och Finland där många samer bor i respektive lands huvudstad bor även många samer i huvudstaden och Stockholm tillhör därför också förvaltningsområdet för samiska.
Förvaltningsområdet för samiska omfattar kommunerna
- Arjeplog
- Arvidsjaur
- Berg
- Dorotea
- Gällivare
- Härjedalen
- Jokkmokk
- Kiruna
- Krokom
- Luleå
- Lycksele
- Malå
- Sorsele
- Stockholm
- Storuman
- Strömsund
- Sundsvall
- Umeå
- Vilhelmina
- Vindeln
- Åre
- Åsele
- Älvdalen
- Örnsköldsvik
- Östersund.[16][17][18]

## Finska
Finska beräknas vara det största av Sveriges minoritetsspråk med ungefär 200 000–250 000 talare. Det är dock bara en uppskattning eftersom språktillhörighet inte registreras i Sverige. Finska har talats i Sverige sedan staten uppstod på medeltiden men höll efter rikssprängningen 1809 på att dö ut. Men politiska realiteter som grav arbetskraftsbrist i Sverige och hög arbetslöshet i Finland gjorde att antalet finsktalande i Sverige ökade starkt. Från 1970-talet har även inställningen till finskan och det finskspråkiga långsamt blivit bättre och i och med friskolereformen 1992 kunde även sverigefinska friskolor grundas där upp till 50 % av undervisningen kan ske på finska.
Även om situationen för finskan och andra minoritetsspråk inte är så allvarliga som innan andra världskriget riktas även kritik mot Sverige och landets förda minoritetspråkspolitik. Kritik har riktats mot att antalet timmar i modersmålsundervisningen varit för få för att bevara språken och stärka dem. 
Förvaltningsområdet för finska omfattar kommunerna Borlänge, Borås, Botkyrka, Degerfors, Enköping, Eskilstuna, Fagersta, Finspång, Gällivare, Gävle, Göteborg,  Hallstahammar, Haninge, Haparanda, Hofors, Huddinge, Håbo, Hällefors, Kalix, Karlskoga, Kiruna, Köping, Ludvika, Luleå, Motala, Norrköping, Norrtälje, Pajala, Sandviken, Sigtuna, Skinnskatteberg, Skövde, Smedjebacken, Solna, Stockholm, Sundbyberg, Sundsvall, Surahammar, Söderhamn, 
Södertälje, Tierp, Trollhättan, Trosa, Uddevalla, Umeå, Upplands Väsby, Upplands-Bro, Uppsala, Västerås, Älvkarleby, Örebro, Örnsköldsvik, Österåker, Östhammar och Övertorneå. 

## Meänkieli
Förvaltningsområdet för meänkieli omfattar kommunerna Gällivare, Haparanda, Kalix, Kiruna, Pajala, Stockholm och Övertorneå.
Gällivare och Kiruna kommuner ingår samtidigt i förvaltningsområdet för talare av finska och meänkieli, som dessutom omfattar Pajala, Övertorneå, Haparanda och Kalix kommuner. Det finns cirka 70 000 som talar eller förstår meänkieli helt eller delvis. 

## Romani chib och jiddisch
Inga förvaltningsområden finns för romani chib eller jiddisch, eftersom det är svårt att begränsa romani och jiddisch till ett specifikt område. Talare av officiella minoritetsspråk har också privilegier i övriga delar av landet, exempelvis har skolbarn rätt till hemspråksundervisning ett par timmar per vecka även om det bara gäller ett enda barn i ett visst skolområde. Lagen stipulerar vidare att forskning och undervisning i språken skall ske vid åtminstone en svensk högskola eller ett universitet.